# Axel Becke
Pour les articles homonymes, voir Becke.
Axel D. Becke, né le 10 juin 1953 à Esslingen en Allemagne de l'Ouest, est un physico-chimiste, professeur de chimie à l'Université Dalhousie. Il est considéré comme l'un des chercheurs en pointe dans l'application de la théorie de la fonctionnelle de la densité (DFT) aux molécules, et est membre à ce titre de l'Académie internationale des sciences moléculaires quantiques.

## Carrière académique
Après avoir obtenu un bachelor of Sciences en 1975 à l'Université Queen's, il obtint un Master of Sciences en 1977 et un doctorat en 1981 à l'Université McMaster. Il fut par la suite, de 1981 à 1983, chercheur post-doctoral NSERC à l'Université Dalhousie, où il fut nommé par la suite professeur.

## Recherche
Axel Becke a contribué au développement de méthodes numériques basées sur des grilles non-LCAO pour les calculs d'orbitales moléculaires. Il s'est également impliqué dans le développement et les tests de fonctionnelles d'échange et corrélation en DFT. Il est particulièrement connu pour son travail fréquemment cité sur l'approche théorique des structures atomiques et moléculaires en DFT.
La DFT était à l'origine conçue pour la description des systèmes métalliques à l'état solide. Alex Becke, avec la collaboration de John Perdew (en), démontra que cette théorie pouvait constituer un outil efficace également en chimie moléculaire quantique pour décrire les structures et énergies des molécules. Il développa une technique de calcul numérique (NUMOL) permettant d'atteindre un nouveau niveau de précision. Son travail a conduit à des avancées dans de nombreuses thématiques de la chimie et de la physique, ses méthodes ayant été appliquées au calcul des propriétés moléculaires de systèmes moléculaires grands et complexes avec une meilleure précision.
Il est à l'origine de la théorie de la fonction de localisation électronique (ELF) et des fonctionnelles hybrides de la DFT.
Il fut récompensé en 2000 par la Médaille Schrödinger de la World Association of Theoretical and Computational Chemists.

## Source
- (en) Cet article est partiellement ou en totalité issu de l’article de Wikipédia en anglais intitulé « Axel D. Becke » (voir la liste des auteurs).